# Arbent
Arbent es una comuna francesa situada en el departamento de Ain, de la región de Auvernia-Ródano-Alpes.

## Historia
Villa fronteriza con el español Franco Condado de Borgoña, el 16 de febrero de 1637 durante la Guerra franco-española (1635-1659), su castillo fue tomado y saqueado por las tropas españolas.

## Demografía
| 829 | 864 | 1 035 | 1 255 | 1 400 | 2 766 | 3 369 | 3 610 | 3 464 | 3 410 |
| Para los censos de 1962 a 1999 la población legal corresponde a la población sin duplicidades (Fuente: INSEE [Consultar]) |     |       |       |       |       |       |       |       |       |

Forma parte de la aglomeración urbana de Oyonnax.

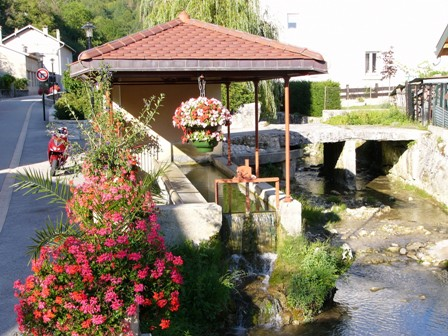
Lavadero.